# Jan de Vries (Schiedsrichter)
Jan de Vries (* 14. Juli 1982) ist ein niederländischer Fußballschiedsrichterassistent. Er steht als dieser seit 2017 auf der Liste der FIFA-Schiedsrichter.

## Karriere
Als Assistent begleitete er nebst vielen Partien auf nationaler Ebene unter anderem international nebst Begegnungen auf Klub-Ebene, auch Spiele von Nationalmannschaften. Hierbei war er unter anderem bei der UEFA Nations League und der Europameisterschaft 2020 vertreten. Zur Weltmeisterschaft 2022 wurde er ins Aufgebot der Assistenten berufen.
Nach dem Rauswurf von Mario Diks aus dem Team von Danny Makkelie bildete er zusammen mit Hessel Steegstra das Assistenten-Duo von Makkelie bei der Europameisterschaft 2021 und 2024 als auch bei der Weltmeisterschaft 2022 in Katar.